# محمد صلاح الدين المستاوي
محمد صلاح الدين المستاوي (مواليد 1952، تطاوين بتونس)، الأمين العام للمجلس الإسلامي الأعلى بتونس، والده الشيخ الحبيب المستاوي من كبار علماء تونس والمغرب العربي، تخرج الشيخ محمد صلاح الدين من كلية الشريعة بجامعة الزيتونة، وهو متحصل على شهادة الدراسات المعمقة في الفقه المالكي، وله نشاط دعوي واسع في مختلف بلدان العالم، كما له العديد من المؤلفات باللغتين العربية والفرنسية تتناول تجديد الخطاب الإسلامي والمحافظة على الثوابت والقيم الإسلامية والقضايا المعاصرة للإسلام.

## المؤلفات
- الإسلام في تونس بعد 7 من نوفمبر
- حوار مع شاب يبحث عن الحقيقة
- من توجيهات الإسلام في إصلاح الفرد والمجتمع
- موقف الإسلام من الاستنساخ
- موقف الإسلام من التبرع بالأعضاء
- السماحة في الإسلام
- الوسطية والاعتدال
- الخطاب الديني الموجه إلى المسلمين في الغرب
- الإسلام والغرب
- الإسلام والعولمة
- تراجم لأعلام الثقافة الإسلامية القدامى والمعاصرين
- متابعات لما يكتب عن الإسلام باللغة الفرنسية والرد على ما فيه من شبهات لفترة تقارب ثلاثة عقود

### بالفرنسية
- L’islam et l’occident
- L’islam et le don d’organes
- L’islam et le clonage
- L’islam religion de tolérance
- Discourt religieux à l’occident

## النشاطات
- عضو اللجنة المركزية للتجمع الدستوري الديمقراطي [1]
- عضو بمجلس المجمع العالمي للتقريب بين المذاهب الإسلامية بطهران
- عضو المجلس العالمي للدعوة الإسلامية طرابلس
- خبير لدى منظمة اليونسكو بباريس.
- إمام خطيب بالجامع الكبير بمقرين العليا منذ سنة 1975.
- عضو المجلس العلمي لمركز الدراسات الإسلامية بالقيروان.
- مدير رئيس تحرير مجلة جوهر الإسلام منذ سنة 1975 إلى 1986.
- عضو رابطة الجمعيات القرآنية بتونس.
- عضو اللجنة الوطنية لمراجعة برامج التربية الإسلامية بتونس.
- المشاركة في المؤتمرات والملتقيات والندوات :

في كل من: الجزائر، المغرب، ليبيا، مصر، المملكة العربية السعودية، سوريا، الإمارات العربية المتحدة، السينغال، مالي، الكاميرون، بنين، إيران، اندونيسيا، فرنسا، بلجيكيا، إسبانيا، انكلترا، البوسنة والهرسك، الدانمارك، إيطاليا، مالطا، روسيا، بولونيا، اليابان.